# Stizolestes
Stizolestes is een vliegengeslacht uit de familie van de roofvliegen (Asilidae).

## Soorten
- S. atribarbis Artigas, 1970
- S. aureomaculatus (Bromley, 1932)
- S. eritrichus (Philippi, 1865)
- S. gayi (Macquart, 1838)
- S. mayi (Edwards in Bromley, 1932)
- S. modellus (Bromley, 1932)
- S. nigriventris (Philippi, 1865)
- S. pamponeroides (Edwards in Bromley, 1932)